# Sennariolo
Sennariolo (en sard, Sennariolo) és un municipi italià, dins de la província d'Oristany. L'any 2007 tenia 173 habitants. Es troba a la regió de Montiferru. Limita amb els municipis de Cuglieri, Flussio, Scano di Montiferro i Tresnuraghes.

## Administració
| Període | Identitat              | Partit        |
| ------- | ---------------------- | ------------- |
| 2005-   | Francesco Paolo Angioi | Llista cívica |